# Stara Synagoga we Wrześni
Stara Synagoga we Wrześni – drewniana bożnica zbudowana najprawdopodobniej w XVIII lub na początku XIX wieku. W 1873 spłonęła. Na jej miejscu w 1875 wybudowano nową, murowaną synagogę.